# أوتشي هيروكي
أوتشي هيروكي ( 10 سبتمبر 1986-) هو ممثل ومغنٍ وكاتب أغاني وعارض أزياء ياباني، وُلِد في في هابيكينو، بمحافظة أوساكا، اليابان.

## حياته
في مايو 1999، خضع هيروكي أوتشي لاختبار الأداء لدى شركة جوني آند أسوشيتس عندما كان في الثانية عشرة من عمره، دون أن يكون لديه اهتمام بصناعة الترفيه، إذ كان يحلم بأن يصبح لاعب بيسبول محترف. ومع ذلك، كانت والدته هي من سجلته لاختبار الأداء.
بعد اجتياز الاختبار، أصبح المغني الرئيسي لفرقة الشباب في. ويست (V. West)، حيث كان له برنامج تلفزيوني بعنوان الأسبوعي في. ويست (Weekly V. West) مع أعضاء الفرقة الآخرين. وبعد ثلاث سنوات، في ديسمبر 2002، انضم أوتشي إلى فرقة كانجاني 8 التي تم تشكيلها رسميًا آنذاك. وفي الفترة نفسها، بدأ مسيرته الدرامية من خلال مشاركته في مسلسل دوريميسورا.
في عام 2003، طُلب من أوتشي وصديقه المقرب ريو نيشيكيدو، وهو عضو آخر في كانجاني 8، الانضمام إلى فرقة نيوز مع سبعة أعضاء آخرين. وفي العام نفسه، شارك في مسلسل طريقي في الحياة، حيث حصد جائزة جائزة نيكّان للدراما الكبرى كأفضل وافد جديد.

## وصلات خارجية
- اوتشي هيروكي على موقع IMDb (الإنجليزية)
- اوتشي هيروكي على موقع ميوزك برينز (الإنجليزية)